# Lintusaari (ö i Mellersta Finland, sjön Saarijärvi)
Lintusaari är en ö i Finland. Den ligger i sjön Saarijärvi och i kommunen Saarijärvi i den ekonomiska regionen  Saarijärvi-Viitasaari och landskapet Mellersta Finland, i den centrala delen av landet, 280 km norr om huvudstaden Helsingfors. Öns area är 18 hektar och dess största längd är 0,9 kilometer i nord-sydlig riktning.